# Facelina auriculata
Facelina auriculata (Müller, 1776) è un mollusco nudibranchio della famiglia Facelinidae.

## Descrizione
Corpo di colore bianco-giallo, con numerosi cerata di colore marrone, sfumato in blu e bianco. Macchia faringea di colore rosso tra gli occhi. Rinofori nodosi, lamellari. Fino a 55 millimetri.

## Biologia
Si nutre di idrozoi dei generi Tubularia, Aglaophenia, Obelia.